# Numeni (escriptor)
Numeni, en llatí Numenius, en grec antic Νουμήνιος, fou un escriptor de temes mèdics romà, esmentat per Appuleu Cels i per Aeci, que li dona per error el nom de Numius. Probablement era nadiu d'Heraclea.
Fou deixeble de Dieuques i va viure al segle iv aC o al segle iii aC. Va escriure un poema sobre la pesca,  Ἁγιευτικά, citat amb freqüència per Ateneu de Naucratis. Un Numeni, potser una persona diferent o la mateixa, es menciona en un escoli a Nicandre que diu que va escriure l'obra Θηριακά sobre animals verinosos.